# 米诺
米诺（法語：Minot，法語發音：[mino]）是法国科多尔省的一个市镇，位于该省北部，属于蒙巴尔区。

## 地理
米诺（47°40'10"N, 4°52'34"E）面积36.18 平方千米，位于法国勃艮第-弗朗什-孔泰大區科多尔省，该省份为法国中东部省份，北起奥布省，西接涅夫勒省和约讷省，南至索恩-卢瓦尔省，东南接汝拉省，东临上索恩省，东北部与上马恩省接壤。
与米诺接壤的市镇（或旧市镇、城区）包括：萨利沃、埃沙洛、圣布鲁万莱穆瓦讷、伯讷夫尔、比尔莱唐普利耶、埃塔朗特、弗赖尼奥和韦夫罗特、穆瓦特龙。

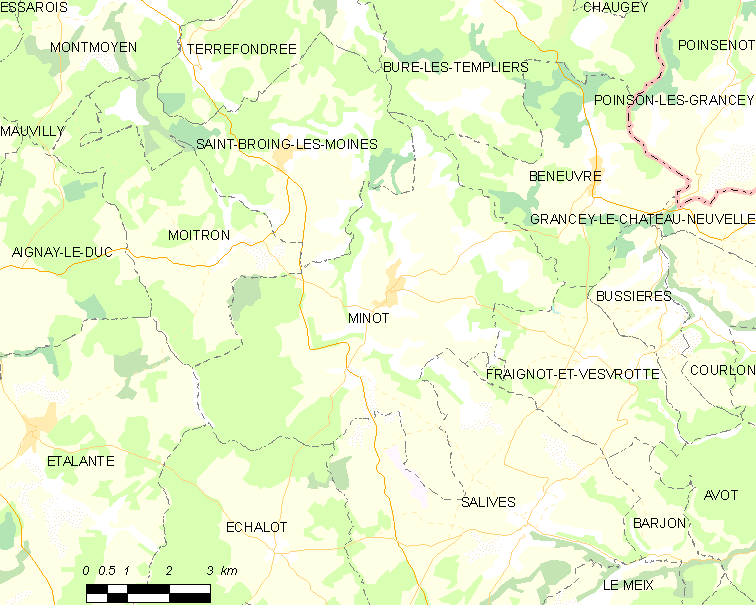
米诺的OSM定位图

米诺的时区为UTC+01:00、UTC+02:00（夏令时）。

## 行政
米诺的邮政编码为21510，INSEE市镇编码为21415。

## 政治
米诺所属的省级选区为塞纳河畔沙蒂永县。

## 人口

1962-2008年间米诺人口变化图示

米诺于2022年1月1日时的人口数量为188人。